# Wolves Charleroi
Wolves Charleroi is een Belgische inlinehockeyclub uit Charleroi.

## Geschiedenis
De club werd opgericht in 1995. De Wolves werden verschillende malen landskampioen en bekerwinnaar.
In 2023 organiseerde de club het Europees kampioenschap.

## Palmares
- Landskampioen: 2009[3], 2015[4], 2018[5], 2019[6] en 2022[7]
- Bekerwinnaar: 2009[8], 2016[9] en 2018[10]